# جيرالد هيرشفيلد
جيرالد هيرشفيلد (بالإنجليزية: Gerald Hirschfeld)‏ هو مصور سينمائي ومخرج أمريكي، ولد في 25 أبريل 1921 في نيويورك في الولايات المتحدة، وتوفي في 13 فبراير 2017 في آشلاند في الولايات المتحدة.

## وصلات خارجية
- جيرالد هيرشفيلد على موقع IMDb (الإنجليزية)
- جيرالد هيرشفيلد على موقع ألو سيني (الفرنسية)
- جيرالد هيرشفيلد على موقع أول موفي (الإنجليزية)
- جيرالد هيرشفيلد على موقع قاعدة بيانات الأفلام السويدية (السويدية)
- جيرالد هيرشفيلد على موقع قاعدة بيانات الفيلم (الإنجليزية)
- جيرالد هيرشفيلد على موقع كينوبويسك (الروسية)